# Semuel Metiarij

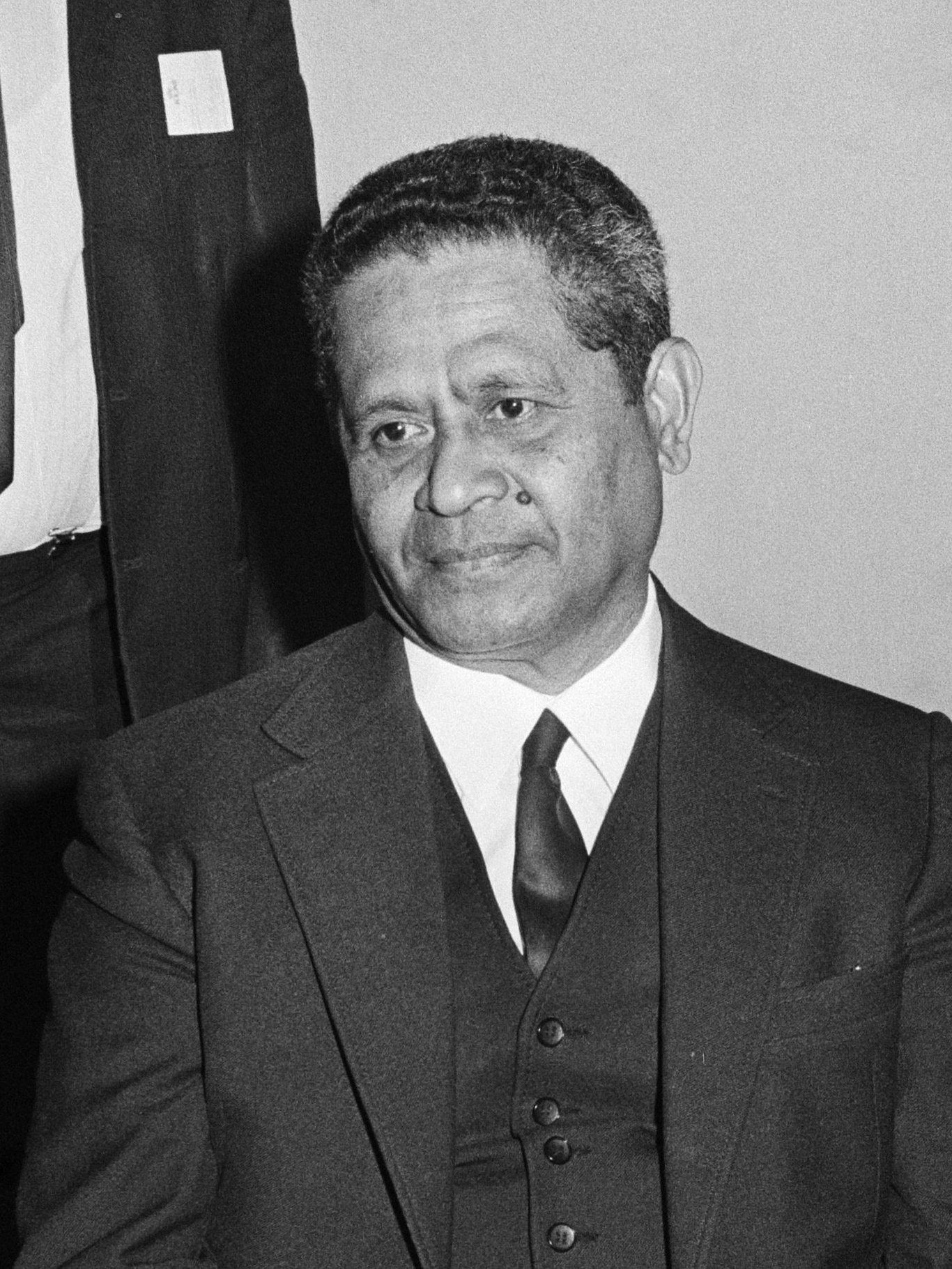
Semuel Metiarij (1977)

Semuel Metiarij, ook wel Samuël (13 april 1917 – Assen, 4 maart 2007) was een Nederlands predikant van Zuid-Molukse afkomst.

## Komst naar Nederland
In 1951 kwamen bijna 4000, vooral Zuid-Molukse, KNIL-militairen met hun familie (in totaal ongeveer 12.500 personen) naar Nederland voor wat bedoeld was als een tijdelijk verblijf. Daartoe behoorde ook de tweede luitenant en legerpredikant Metiarij die samen met zijn vrouw en vijf kinderen (4 kinderen en een pleegzoon) op 7 maart 1951 vanuit de haven van Tanjung Priok vertrok en op 8 april aankwam in Rotterdam.
Na de Tweede Wereldoorlog was in Nederland een grote woningnood en omdat het om tijdelijke vestiging zou gaan werden deze families ondergebracht in woonoorden zoals de voormalige concentratiekampen Vught en Westerbork. Dit laatste kamp ging verder als woonoord Schattenberg, naar een prehistorische grafheuvel in de buurt. In het kamp Schattenberg werd Metiarij predikant.

## Badan Persatuan
Nadat in 1966 president van de Republik Maluku Selatan (RMS) Chris Soumokil geëxecuteerd was, gingen Molukse groeperingen in Nederland samenwerken in de Badan Perwakilan Rajat Maluku Selatan (BPRMS; Federatie van het Zuid-Molukse Volk). Datzelfde jaar volgde ook de oprichting van een Pemerintah Darurat (Noodregering) waarna de BPRMS werd omgevormd tot Badan Persatuan (BP; Eenheidsbeweging). In de BP ging Metiarij een leidende rol spelen, terwijl ir. Manusama benoemd werd tot president in ballingschap van de RMS.
Rond 1970 werd het kamp Schattenberg gesloten waarna een belangrijk deel van de bewoners van dat kamp naar een Molukse nieuwbouwwijk in Bovensmilde gingen terwijl anderen naar Hoogeveen of Assen verhuisden.

## Bemiddelaar
Metiarij werd landelijk bekend als dominee Metiarij (soms ook geschreven als dominee Metiary) toen hij als bemiddelaar optrad bij
- de bezetting van de woning van de Indonesische ambassadeur in Wassenaar (1970)
- de treinkaping bij Wijster (1975)
- de treinkaping bij De Punt (1977)

Bij deze acties bemiddelde ook onder andere Manusama, maar die werd door de bezetters/kapers gezien als iemand die alleen maar praat en daar in al die tijd niets mee bereikt heeft. Metiarij daarentegen werd door hen beschouwd als iemand die radicalere acties niet bij voorbaat uitsluit. Tijdens de treinkapingen is niet alleen Metiarij's schoonzoon Zeth Pessireron opgetreden als bemiddelaar maar ook Josina Soumokil-Taniwel, de weduwe van wijlen RMS-president Chris Soumokil.

## Gezamenlijke Verklaring
Als voorzitter van de BP onderhandelde Metiarij in de jaren 80 met de Nederlandse overheid. Op 21 april 1986 resulteerde dat in de "Gezamenlijke Verklaring van de Nederlandse regering en het Hoofdbestuur van de Badan Persatuan" die werd ondertekend door premier Lubbers en Metiarij. Hierin werd afgesproken:
- leden van de eerste generatie Molukkers krijgen als blijk van erkenning een herdenkingspenning en een jaarlijkse uitkering
- er komt een gezamenlijke aanpak van werkgelegenheid en huisvestingsproblemen
  - onderdeel hiervan is het "duizend banenplan" wat uiteindelijk 1200 banen zou opleveren
- er zal een Moluks museum komen waarbij de overheid jaarlijks 500.000 gulden (ruim 225.000 euro) zal bijdragen voor de stichting, inrichting en instandhouding (zie Moluks Historisch Museum in Utrecht)

De jaarlijkse uitkering van 2000 gulden (ruim 900 euro) en de penning werden vernoemd naar Koos Rietkerk (Rietkerk-uitkering resp. Rietkerkpenning die eerder dat jaar overleden was. Rietkerk was Minister van Binnenlandse Zaken en tevens verantwoordelijk voor het minderhedenbeleid.

## Onderscheiding
Op 1 juli 2006 werd Metiarij bij de viering van het 40-jarig bestaan van de BP in de Molukse Evangelische Kerk te Assen benoemd tot Officier in de Orde van Oranje Nassau. Bij die viering van het 40-jarig bestaan is hij afgetreden als voorzitter van de BP. In de weken ervoor was al in de media duidelijk geworden dat er spanningen waren in het bestuur van de BP.
Acht maanden later overleed hij op 89-jarige leeftijd in zijn woonplaats Assen. Zijn dochter Melle schreef een boek over hem met de titel Gedwongen reis, dat in 2021 verscheen.